# Темпоральный кристалл
Темпора́льный (временно́й) криста́лл — физическая система с нарушенной симметрией относительно сдвига во времени, приводящей к наличию периодического движения даже в состоянии с наименьшей энергией. Идея существования таких систем была выдвинута в 2012 году Фрэнком Вильчеком. В 2015 году было доказано, что создание темпорального кристалла в термодинамически равновесной системе невозможно, если взаимодействия в системе носят короткодействующий характер.

## История

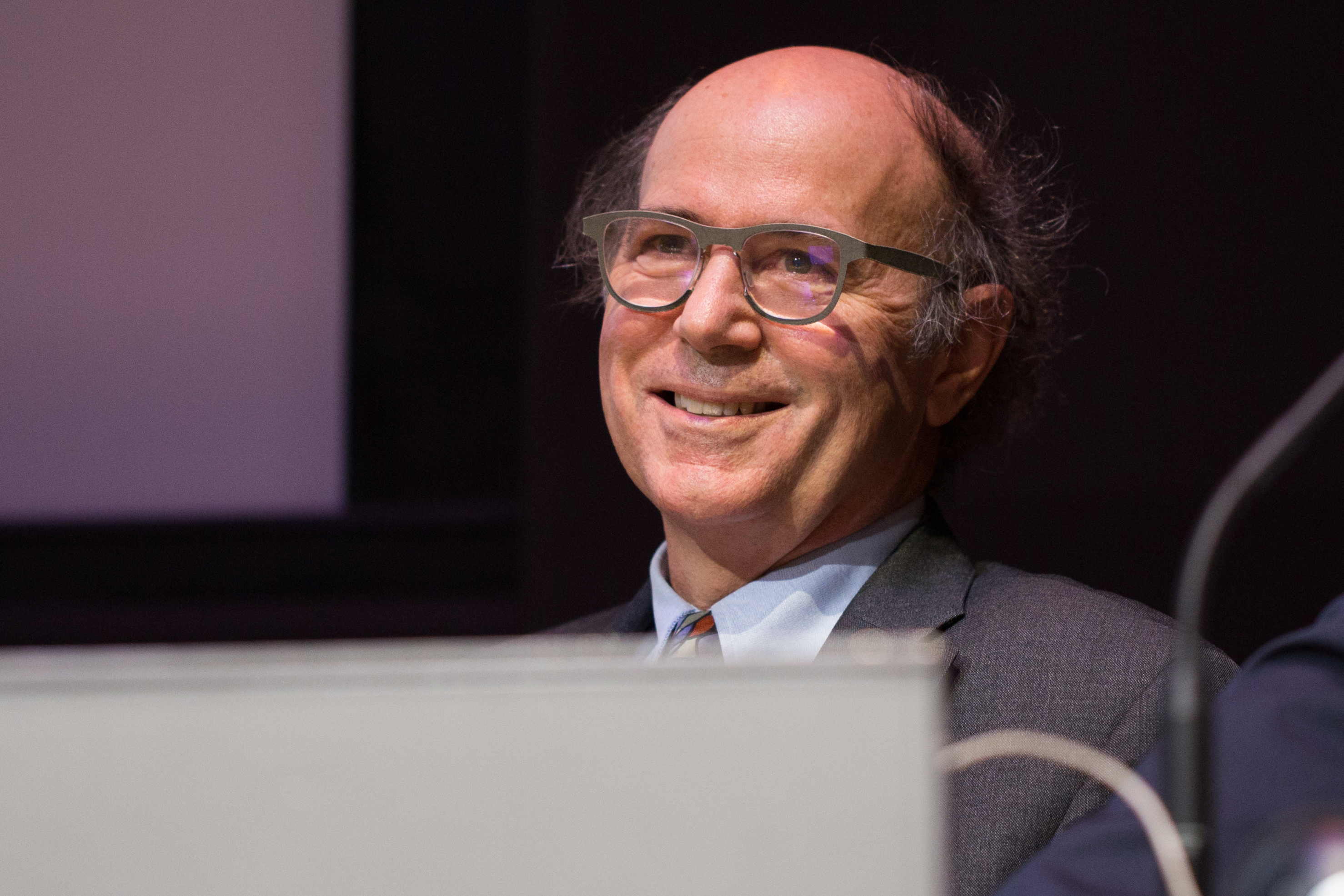
Нобелевский лауреат Франк Вильчек из Парижского университета в Сакле

Впервые квантовые темпоральные кристаллы были экспериментально продемонстрированы в 2017 году на основе неравновесных систем, периодически получающих энергию от лазерного или микроволнового излучения. Такие кристаллы получили название дискретных, поскольку за счёт периодического внешнего воздействия могут быть описаны уравнениями с дискретным временем, в которых величина дискрета (шага) равна периоду внешнего воздействия. При этом наблюдается нарушение симметрии относительно сдвига времени на этот дискрет, и система в состоянии с наименьшей энергией совершает движение с другим периодом.
Впервые физическая модель, реализующая квантовый темпоральный кристалл, была предложена в 2019 году на основе системы кубитов с многочастичными нелокальными взаимодействиями. Позже сообщалось о возможности создания темпоральных кристаллов, полностью описываемых законами классической физики.
В 2021 году исследователи из Google вместе с учёными из Принстона, Стэнфорда и других университетов, заявили о создании темпорального кристалла внутри квантового компьютера. В ходе работы физики задействовали микросхему с двумя десятками кубитов, именно она выступала темпоральным кристаллом.